# Блатов, Николай Александрович
Николай Александрович Блатов (1875—1942) — представитель советской бухгалтерской науки, профессор. Создал специальную модель всех возможных видов обмена в хозяйстве, отражаемых двойной записью («квадрат профессора Блатова»).

## Биография
Родился в апреле 1875 года в Санкт-Петербурге. Его отец был крестьянин из Даниловского уезда Ярославской губернии Даниловской области — работал маляром и лепщиком, а затем, получив некоторое образование, вступил в Полуярославскую биржевую артель и до конца жизни был артельщиком. Мать Блатова — полуграмотная мещанка.
В 14 лет Блатов окончил Рождественское городское училище, а в 17 лет по конкурсу поступил в Петербургский учительский институт и окончил его в 1895 году. Затем поступил вольнослушателем на физико-математический факультет Санкт-Петербургского университета, совмещая учёбу с преподаванием в Гатчинском городском училище.
В 1898 году он окончил университет и осенью того же года переехал в Тифлис; стал преподавать в Александровском учительском институте Тифлисского коммерческого училища и Торговой школы.
С 1902 года Блатов начал изучать бухгалтерский учёт и в 1903 году сдал экзамен Особой квалификационной комиссии при учебном отделе Министерства финансов на право преподавания учёта и калькуляции во всех учебных заведениях.
В период с 1907 по 1918 годы он работал преподавателем Петровского коммерческого училища, одновременно преподавал на Высших курсах Общества содействия коммерческому образованию.
Во время Первой мировой войны он был привлечён к работе в органах, снабжавших продовольствием армию, а затем и гражданское население.
Ко времени революции 1917 года Н. А. Блатов был отцом собственного семейства, известным преподавателем, автором книг прикладного характера.
В первые годы советской власти он возглавил аттестационную комиссию счётных работников на бирже труда. В то время квалификацию бухгалтера определяли на собеседовании. Н. А. Блатов был строгим экзаменатором, он практически не допускал к бухгалтерской работе женщин, так как считал, что «они хоть и непьющий народ, но очень много разговаривают, что мешает поиску нужного дебета и кредита».
В июне 1918 года Блатов был делегирован Наркоматом продовольствия в Киев в качестве эксперта. В Киеве он был лектором коммерческих курсов в Арсенале при Украинском народном университете. В 1920 году переехал в Армавир, где работал в Армавирском совнархозе заведующим финансово-счётным отделом и преподавал на областных бухгалтерских курсах. В 1921 году Блатов вернулся в Петроград и стал преподавать в Петроградском институте народного хозяйства — с конца 1922 года в звании профессора. В 1926 году его утвердили на должность заведующего кафедры Промышленного учёта и калькуляции Института народного хозяйства, преобразованного в Ленинградский инженерно-экономический институт имени товарища Молотова. С 1 ноября 1930 года по 1 января 1932 года Блатов был заведующим кафедрой Промучёта Научно-исследовательского сектора института; в это время им была проделана большая научно-исследовательская работа «Организация учёта производства и калькуляции на Невском машиностроительном заводе имени Ленина».
Великая Отечественная война застала Н. А. Блатова в Ленинграде. Перед блокадой эвакуироваться успела только его старшая дочь, а сам Николай Александрович с младшей дочерью и внуком остались в Ленинграде. Блатов не пережил блокады, умерев от голода. Его похоронили в общей могиле на Пискаревском кладбище в Ленинграде.

## Научные достижения
Н. А. Блатов развивал идеи своего учителя Е. Е. Сиверса (1852—1917) и А. М. Вольфа о «меновой теории двойной записи». Рассматривая бухгалтерский баланс как следствие двойной записи он был сторонником обучения от счёта к балансу, а не от баланса к счёту, на чем настаивали представители московской школы. Он утверждал, что двойная запись всегда отражает только естественный обмен ценностями на предприятии. Блатовым была разработана специальная модель всех возможных видов обмена в хозяйстве, отражаемых двойной записью («квадрат профессора Блатова»). Ему принадлежала наиболее полная, в его время, классификация балансов. Он выделял следующие виды балансов:
- по источникам составления: инвентарный, книжный, генеральный,
- по сроку составления: вступительный, операционный, ликвидационный,
- по объёму: простой, сводный, сложный,
- по полноте оценки: брутто, нетто,
- по содержанию: оборотный, сальдовый
- по форме: односторонний, двусторонний, шахматный[2].

## Основные работы
- Блатов Н. А. Баланс промышленного предприятия и его анализ. — Л., 1940.
- Блатов Н. А. Балансоведение (Курс общий). — Л., 1930.
- Блатов Н. А. Основы промышленного учёта и калькуляции. — М., 1939.
- Блатов Н. А. Коммерческая корреспонденция: Руководство для коммерческих учебных заведений и самообучения. — СПб., 1912.

Прочие работы:
- 1924 год — «Особенности счетоводства в червонном исчислении»;
- 1924 год — «Счетоводство форм и организаций хозяйства. Особенности счетоводства единоличных, товарищеских, акционерных, кооперативных, общественных и государственных хозяйств, трестов, синдикатов и различных типов организации хозяйства»;
- 1924 год — «Счетоводство акционерных обществ»;
- 1924 год — «Счетоводство общественных хозяйств»;
- 1926 год — «Основы общей бухгалтерии в связи с торговым, промышленным и сметным счетоводством»;
- 1928 год — «Счетоводство товариществ, акционерных обществ и трестов. (Учет капиталов и результатов)»;
- 1935 год — «Основы промышленного учёта»;
- 1939 год — «Основы промышленного учёта и калькуляции»;